# Dvopilka
Dvopilka (lat. Biserrula), biljni rod po nekim autorima sinonim je za Astragalus, ili kozlinac, porodica mahunarki. U njega su uključivane dvije vrste, od kojih u Hrvatskoj rastre jedna sjekirasta dvopilka, Biserrula pelecinus.

## Vrste
Vrste koje su ukjljučene ili su uključivane su:
1. Biserrula epiglottis (L.) Coulot, Rabaute & J.-M.Tison, možda sinonim za Astragalus epiglottis L.[1]
2. Biserrula pelecinus L. možda sinonim za Astragalus pelecinus L.[2]